# Déborah Heissler
Deborah Heissler (Mulhouse Frankrijk, 5 mei 1976) is dichter,  essayist en literatuurcriticus. Ze publiceerde haar eerste gedicht in 2005. Ze heeft in een serie tijdschriften gedichten, recensies en vertalingen gepubliceerd.
De gedichten van Heissler zijn vertaald in het Engels, Spaans, Duits en Pools.

## Biografie

### Loopbaan
- Studente Moderne Letteren aan de UHA de Mulhouse Frankrijk
- Doctoraat in de Literatuurwetenschap, aan de UHA de Mulhouse Frankrijk

### Poëzie
- 2020 - Les Nuits et les Jours, met Joanna Kaiser (PL), Æncrages & Co éditions Frankrijk
- 2015 - Sorrowful Songs, met Peter Maslow (US), Æncrages & Co éditions Frankrijk
- 2013 - Chiaroscuro, met André Jolivet (FR), Æncrages & Co éditions Frankrijk
- 2010 - Comme un morceau de nuit, découpé dans son étoffe, Cheyne éditeur, Frankrijk
- 2005 - Près d'eux, la nuit sous la neige, Cheyne éditeur, Frankrijk

## Literaire prijzen
- 2012 - Poëzieprijs Louis Guillaume
- 2011 - Poëzieprijs Yvan Goll
- 2005 - Poëzieprijs van de stichting Marcel Bleustein-Blanchet

- Bibliothèque nationale de France: cb150382646 (data)
- International Standard Name Identifier: 0000 0000 4517 0901
- Library of Congress Control Number: no2007007386
- Système universitaire de documentation: 099347938
- Virtual International Authority File: 2752621
- WorldCat: E39PBJjHgjT4kFX9HJQ8pMtHYP